# قوچ‌دره
قوچ‌دره (به لاتین: Qoçdərə) یک منطقه مسکونی در جمهوری آذربایجان است که در شهرستان تووز واقع شده است. قوچ‌دره ۹۳ نفر جمعیت دارد.